# В началото бе Ева
„В началото бе Ева“ (на английски: It Started with Eve) е романтична комедия на режисьора Хенри Костър, която излиза на екран през 1941 година.

## Сюжет
Милионерът Джонатан Рейнолдс е тежко болен в очакване на смъртта, а синът му Джони се завръща от Мексико Сити, за да види баща си на смъртния одър. Лекуващият лекар д-р Харви уведомява Джони, че баща му няма много време за живот и че последното му желание е да опознае бъдещата съпруга на Джони. Джони отива до хотела, за да вземе годеницата си Глория Пенингтън, която е отседала там с майка си. Но там нея я няма и той научава, че Глория е излязла някъде с майка си. Отчаян да изпълни желанието на баща си, той умолява гардеробиерката на хотела Ан Тери, да играе неговата годеница Глория за една вечер. Тя се съгласява и отива с Джони. Тя е мила с умиращия му баща, а баща му е доволен от нейното поведение.
За всеобща изненада бащата се чувства много по-добре от очакваното на следващата сутрин и пита дали може да види годеницата на сина си още веднъж. Д-р Харви все още е загрижен за здравето на своя пациент и моли Джони да продължи да се преструва, че Ан е Глория. Джони търси Ан на гарата, откъдето тя се кани да замине за родния си град в Охайо и я убеждава да се върне отново с него.
Той и Ан пристигат у дома, за да открият, че Глория и майка ѝ са се появили внезапно там. Джони се опитва да обясни ситуацията. В същото време Ан, която е оперна певица, научава за големите контакти на бащата в Ню Йорк и в операта. Решавайки да се възползва от тази възможност, тя предлага да организира парти за възрастния Джонатан, за да покаже гласовите си способности. Джони се съгласява, но иска да запознае баща си с истинската си годеница, като казва на бащата, че той и Ан са разделени и новата му приятелка е истинската Глория. Ан го моли да изчака след партито, но Джони отказва, за да умилостиви годеницата си и нейната майка.
На следващата вечер Джони информира баща си за раздялата. В този момент Ан влиза в стаяте и моли Джони за прошка. Джони почти е принуден от баща си да ѝ прости. Когато Джонатан напуска стаята, той случайно чува и научава истинската история чрез последвалия силен спор между Ан и Джони. Глория и майка ѝ вече са напълно отчаяни, като отново виждат Джони с Ан, но този път устата на Джони е покрита със следи от червило. Решавайки, че е достатъчно, майката и дъщерята отново си тръгват обидени.
Най-после идва денят на партито. Джонатан е в добро здраве а Джони присъства на партито с Глория и майка ѝ, обяснявайки на баща си, че Ан има главоболие и не може да присъства. Джонатан телефонира на Ан, след което тръгва да я види в квартирата ѝ. Той ѝ разкрива, че знае истинската история, но иска да излезе на прощална вечеря с нея между стари приятели. Отиват в нощен клуб, където пият и танцуват заедно. Джонатан тайно изпраща съобщение на Джони да дойде в клуба. Когато Джони и д-р Харви пристигат, Джони обвинява Ан, че е застрашила живота на баща му. Ан хвърля питието на Джони в лицето му и напуска клуба.
На следващия ден Джони гони Ан отново на гарата, за да ѝ каже, че баща му е получил нов сърдечен удар и иска да я види. Те се втурват към имението само за да открият, че Джонатан е добре - лекарят му е този, който се е сринал. Джонатан просто се възползва от объркването, за да събере младата двойка отново. Джони и Ан признават истинските си чувства един към друг, факт, който Джонатан приема с удоволствие. Той се обляга назад, усмихва се от удоволствие и запушва забранена пура.

## В ролите
| Актьор           | Роля                             |
| ---------------- | -------------------------------- |
| Диана Дърбин     | Ан Тери                          |
| Чарлз Лотън      | Джонатан Рейнолдс                |
| Робърт Къмингс   | Джонатан „Джони“ Рейнолдс младши |
| Гай Киби         | епископ Максуел                  |
| Маргарет Толичет | Глория Пенингтън                 |
| Катрин Дусет     | г-жа Пенингтън                   |
| Уолтър Кетлет    | Доктор Харви                     |
| Чарлз Коулман    | Робъртс                          |